# Зав'ялова (присілок)
Зав'я́лова (рос. Завьялова) — присілок у складі Шадрінського району Курганської області, Росія. Входить до складу Маслянської сільської ради.
Населення — 171 особа (2010, 250 у 2002).
Національний склад станом на 2002 рік: росіяни — 99 %.